# Futbol Club Barcelona 2009-2010
Questa voce raccoglie le informazioni riguardanti il Futbol Club Barcelona nelle competizioni ufficiali della stagione 2009-2010.

## Rosa
| N. |                      | Ruolo | Calciatore              |
| -- | -------------------- | ----- | ----------------------- |
| 1  | Spagna (bandiera)    | P     | Víctor Valdés           |
| 2  | Brasile (bandiera)   | D     | Daniel Alves            |
| 3  | Spagna (bandiera)    | D     | Gerard Piqué            |
| 4  | Messico (bandiera)   | D     | Rafael Márquez          |
| 5  | Spagna (bandiera)    | D     | Carles Puyol (capitano) |
| 6  | Spagna (bandiera)    | C     | Xavi (vice-capitano)    |
| 7  | Islanda (bandiera)   | A     | Eiður Guðjohnsen        |
| 8  | Spagna (bandiera)    | C     | Andrés Iniesta          |
| 9  | Svezia (bandiera)    | A     | Zlatan Ibrahimović      |
| 10 | Argentina (bandiera) | A     | Lionel Messi            |
| 11 | Spagna (bandiera)    | A     | Bojan Krkić             |
| 13 | Spagna (bandiera)    | P     | José Manuel Pinto       |
| 14 | Francia (bandiera)   | A     | Thierry Henry           |
| 15 | Mali (bandiera)      | C     | Seydou Keita            |

| N. |                           | Ruolo | Calciatore          |
| -- | ------------------------- | ----- | ------------------- |
| 16 | Spagna (bandiera)         | C     | Sergio Busquets     |
| 17 | Spagna (bandiera)         | A     | Pedro               |
| 18 | Argentina (bandiera)      | D     | Gabriel Milito      |
| 19 | Brasile (bandiera)        | D     | Maxwell             |
| 20 | Spagna (bandiera)         | A     | Jeffrén Suárez      |
| 21 | Ucraina (bandiera)        | D     | Dmytro Čyhryns'kyj  |
| 22 | Francia (bandiera)        | D     | Éric Abidal         |
| 24 | Costa d'Avorio (bandiera) | C     | Yaya Touré          |
| 28 | Messico (bandiera)        | C     | Jonathan dos Santos |
| 31 | Israele (bandiera)        | A     | Gai Assulin         |
| 32 | Spagna (bandiera)         | D     | Andreu Fontàs       |
| 34 | Spagna (bandiera)         | C     | Thiago Alcántara    |
| 36 | Spagna (bandiera)         | A     | Jonathan Soriano    |
| 40 | Spagna (bandiera)         | D     | Marc Bartra         |

### Staff tecnico
- Allenatore:  Josep Guardiola

## Calciomercato

### Sessione estiva(dall'1/7 al 31/8)
| Acquisti | Acquisti           | Acquisti  | Acquisti                             |
| R.       | Nome               | da        | Modalità                             |
| -------- | ------------------ | --------- | ------------------------------------ |
| D        | Maxwell            | Inter     | definitivo (4,5 milioni €)           |
| D        | Dmytro Čyhryns'kyj | Šachtar   | definitivo (25 milioni €)            |
| A        | Keirrison          | Palmeiras | definitivo (14 milioni €)            |
| A        | Zlatan Ibrahimović | Inter     | definitivo (49.5 milioni € + Eto'o ) |

| Cessioni | Cessioni         | Cessioni         | Cessioni                  |
| R.       | Nome             | a                | Modalità                  |
| -------- | ---------------- | ---------------- | ------------------------- |
| P        | Albert Jorquera  | Girona           | parametro zero            |
| D        | Martín Cáceres   | Juventus         | prestito                  |
| D        | Sylvinho         | Manchester City  | parametro zero            |
| D        | Henrique         | Racing Santander | prestito                  |
| C        | Víctor Sánchez   | Xerez            | parametro zero            |
| C        | Aljaksandr Hleb  | Stoccarda        | prestito                  |
| A        | Samuel Eto'o     | Inter            | definitivo (20 milioni €) |
| A        | Keirrison        | Benfica          | prestito                  |
| A        | Eidur Gudjohnsen | Monaco           | definitivo (2 milioni €)  |

## Divise
| Casa | Trasferta | Terza |

## Risultati

### Supercoppa di Spagna
| Arbitro: | Rubinos Pérez |

|               |           |                    |
| de Marcos 44’ | Marcatori | 58’ Xavi 68’ Pedro |

| Arbitro: | Velasco Carballo |

|                                 |           |  |
| Messi 49’, 67’ (rig.) Bojan 72’ | Marcatori |  |

### Supercoppa UEFA
| Arbitro: | De Bleeckere |

|            |           |  |
| Pedro 115’ | Marcatori |  |

### Coppa del Mondo per club FIFA
Dopo una finale sofferta, che lo aveva visto in svantaggio, il Barcellona conquista, per la prima volta nella sua storia, la Coppa del mondo per club FIFA.

#### Semifinale
| Arbitro: | Simon |

|          |           |                                  |
| Rojas 5’ | Marcatori | 35’ Busquets 55’ Messi 67’ Pedro |

#### Finale
| Arbitro: | Archundia |

|             |           |                      |
| Boselli 37’ | Marcatori | 89’ Pedro 110’ Messi |

### Liga

#### Girone di andata
| Arbitro: | Dominguez |

|                                     |           |  |
| Bojan 18’ Keita 42’ Ibrahimović 82’ | Marcatori |  |

| Arbitro: | Gonzalez |

|  |           |                           |
|  | Marcatori | 66’ Ibrahimović 80’ Messi |

| Arbitro: | Dominguez |

|                                                   |           |                       |
| Ibrahimović 2’ Messi 16’, 90’ Alves 30’ Keita 42’ | Marcatori | 46’ Agüero 84’ Forlan |

| Arbitro: | Lahoz |

|             |           |                                          |
| Serrano 72’ | Marcatori | 20’ Ibrahimović 23’, 63’ Messi 26’ Piqué |

| Arbitro: | Ferreiro |

|  |           |                           |
|  | Marcatori | 38’ Ibrahimović 59’ Piqué |

| Arbitro: | Carballo |

|           |           |  |
| Pedro 31’ | Marcatori |  |

| Valencia 17 ottobre 2009, ore 22:00 CEST 7ª giornata | Valencia | 0 – 0 referto | Barcellona | Mestalla (50,000 spett.)\| Arbitro: \| Burrull \| |
| Arbitro:                                             | Burrull  |               |            |                                                   |

| Arbitro: | Romero |

|                                                    |           |           |
| Keita 24’, 45’, 85’ Ibrahimović 28’, 55’ Messi 80’ | Marcatori | 78’ López |

| Arbitro: | Pérez |

|                   |           |           |
| Piqué 90+3’ (a.g) | Marcatori | 72’ Keita |

| Arbitro: | Álvarez |

|                                           |           |                     |
| Pedro 11’, 41’ Henry 44’ Messi 86’ (rig.) | Marcatori | 20’ Nunes 90’ Keita |

| Arbitro: | Vitienes |

|             |           |                |
| Toquero 63’ | Marcatori | 54’ Dani Alves |

| Arbitro: | Mallenco |

|                 |           |  |
| Ibrahimović 56’ | Marcatori |  |

| Arbitro: | Fernández Borbalán |

|            |           |                                |
| Adrián 38’ | Marcatori | 26’, 79’ Messi 86’ Ibrahimović |

| Arbitro: | Iturralde González |

|                        |           |  |
| Ibrahimović 39’ (rig.) | Marcatori |  |

| Arbitro: | Velasco Carballo |

|  |           |                             |
|  | Marcatori | 47’ Henry 90+2’ Ibrahimović |

| Arbitro: | González Vázquez |

|          |           |                  |
| Pedro 7’ | Marcatori | 51’ David Fuster |

| Arbitro: | Lasa |

|  |           |                                                 |
|  | Marcatori | 36’, 45+1’, 75’ Messi 44’ Puyol 86’ (aut.) Luna |

| Arbitro: | Ferreiro |

|                                              |           |  |
| Escudé 49’ (aut.) Pedro 70’ Messi 85’, 90+2’ | Marcatori |  |

| Arbitro: | Domínguez |

|  |           |                                   |
|  | Marcatori | 21’ Xavi 22’ Dani Alves 55’ Messi |

#### Girone di ritorno
| Arbitro: | Paradas |

|  |           |           |
|  | Marcatori | 30’ Pedro |

| Arbitro: | Teixeira Vitienes |

|                   |           |                    |
| Messi 6’ Xavi 67’ | Marcatori | 90’ (rig.) Soldado |

| Arbitro: | Iturralde González |

|                     |           |                 |
| Forlán 8’ Simão 22’ | Marcatori | 26’ Ibrahimović |

| Arbitro: | Fernández Borbalán |

|                                             |           |  |
| Iniesta 6’ Henry 29’ Márquez 34’ Thiago 83’ | Marcatori |  |

| Arbitro: | Rubinos Pérez |

|                     |           |           |
| Pedro 68’ Messi 83’ | Marcatori | 80’ Valdo |

| Arbitro: | Clos Gómez |

|                            |           |                |
| Cisma 12’ Puyol 56’ (aut.) | Marcatori | 42’, 66’ Messi |

| Arbitro: | Muñiz Fernández |

|                     |           |  |
| Messi 55’, 81’, 82’ | Marcatori |  |

| Arbitro: | Delgado Ferreiro |

|                  |           |                                    |
| Colunga 84’, 89’ | Marcatori | 4’, 65’, 77’ Messi 90’ Ibrahimović |

| Arbitro: | Velasco Carballo |

|                           |           |  |
| Ibrahimović 72’ Bojan 88’ | Marcatori |  |

| Arbitro: | Fernández Borbalán |

|  |           |                 |
|  | Marcatori | 63’ Ibrahimović |

| Arbitro: | Mateu Lahoz |

|                                      |           |             |
| Jeffrén 26’ Bojan 39’, 58’ Messi 67’ | Marcatori | 79’ Susaeta |

| Arbitro: | Mejuto González |

|  |           |                     |
|  | Marcatori | 32’ Messi 55’ Pedro |

| Arbitro: | Paradas Romero |

|                               |           |  |
| Bojan 15’ Pedro 68’ Touré 72’ | Marcatori |  |

| Barcellona 17 aprile 2010, ore 20:00 CEST 33ª giornata | Espanyol         | 0 – 0 referto | Barcellona | Estadi Cornellà-El Prat (39.263 spett.)\| Arbitro: \| Undiano Mallenco \| |
| Arbitro:                                               | Undiano Mallenco |               |            |                                                                           |

| Arbitro: | Muñiz Fernández |

|                                       |           |             |
| Jeffrén 13’ Henry 23’ Ibrahimović 56’ | Marcatori | 24’ Bermejo |

| Arbitro: | Teixiera Vitienes |

|              |           |                                   |
| Llorente 67’ | Marcatori | 18’, 87’ Messi 33’ Xavi 42’ Bojan |

| Arbitro: | Delgado Ferreiro |

|                                    |           |           |
| Messi 16’, 93’ Bojan 63’ Pedro 77’ | Marcatori | 38’ Román |

| Arbitro: | Undiano Mallenco |

|                              |           |                              |
| Kanouté 69’ Luís Fabiano 70’ | Marcatori | 5’ Messi 28’ Bojan 61’ Pedro |

| Arbitro: | Pérez Lasa |

|                                                 |           |  |
| Luis Prieto 27’ (aut.) Pedro 31’ Messi 62’, 76’ | Marcatori |  |

### Coppa del Re

#### Sedicesimi di finale
| Arbitro: | Vázquez |

|  |           |                |
|  | Marcatori | 41’, 63’ Pedro |

| Arbitro: | Gámez |

|                                             |           |  |
| Bojan 52’, 54’ Pedro 63’ Messi 64’ Xavi 75’ | Marcatori |  |

#### Ottavi di finale
| Arbitro: | Burrull |

|                 |           |                             |
| Ibrahimović 74’ | Marcatori | 60’ Diego Capel 75’ Negredo |

| Arbitro: | Clos Gómez |

|  |           |          |
|  | Marcatori | 64’ Xavi |

### UEFA Champions League

#### Fase a gironi
| Milano 16 settembre 2009, ore 20:45 CEST 1ª giornata | Inter | 0 – 0 referto | Barcellona | Stadio Giuseppe Meazza (80.000 c.a. spett.)\| Arbitro: \| Stark \| |
| Arbitro:                                             | Stark |               |            |                                                                    |

| Arbitro: | Kuipers |

|                     |           |  |
| Messi 26’ Pedro 76’ | Marcatori |  |

| Arbitro: | Duhamel |

|                 |           |                             |
| Ibrahimović 48’ | Marcatori | 2’ Ryazantsev 73’ Karadeniz |

| Kazan' 4 novembre 2009, ore 18:30 CET 4ª giornata | Rubin Kazan' | 0 – 0 referto | Barcellona | Stadio Centrale di Kazan (30,133 spett.)\| Arbitro: \| Plautz \| |
| Arbitro:                                          | Plautz       |               |            |                                                                  |

| Arbitro: | Busacca |

|                     |           |  |
| Piqué 10’ Pedro 26’ | Marcatori |  |

| Arbitro: | Webb |

|              |           |                    |
| Milevskiy 2’ | Marcatori | 33’ Xavi 86’ Messi |

#### Ottavi di finale
| Arbitro: | Kuipers |

|           |           |                 |
| Cacau 25’ | Marcatori | 52’ Ibrahimović |

| Arbitro: | Hamer |

|                                    |           |  |
| Messi 13’, 60’ Pedro 22’ Bojan 89’ | Marcatori |  |

#### Quarti di finale
| Arbitro: | Busacca |

|                                 |           |                      |
| Walcott 69’ Fàbregas 85’ (rig.) | Marcatori | 46’, 59’ Ibrahimović |

| Arbitro: | Stark |

|                          |           |              |
| Messi 21’, 37’, 42’, 88’ | Marcatori | 18’ Bendtner |

#### Semifinale
| Arbitro: | Benquerenca |

|                                    |           |           |
| Sneijder 30’ Maicon 48’ Milito 61’ | Marcatori | 19’ Pedro |

| Arbitro: | De Bleeckere |

|           |           |  |
| Piqué 84’ | Marcatori |  |

## Statistiche
Statistiche aggiornate al 16 maggio 2010

### Statistiche di squadra
| Competizione             | Punti | In casa | In casa | In casa | In casa | In casa | In casa | In trasferta | In trasferta | In trasferta | In trasferta | In trasferta | In trasferta | Totale | Totale | Totale | Totale | Totale | Totale | DR  |
| Competizione             | Punti | G       | V       | N       | P       | Gf      | Gs      | G            | V            | N            | P            | Gf           | Gs           | G      | V      | N      | P      | Gf     | Gs     | DR  |
| ------------------------ | ----- | ------- | ------- | ------- | ------- | ------- | ------- | ------------ | ------------ | ------------ | ------------ | ------------ | ------------ | ------ | ------ | ------ | ------ | ------ | ------ | --- |
| Liga                     | 99    | 19      | 18      | 1       | 0       | 57      | 11      | 19           | 13           | 5            | 1            | 41           | 13           | 38     | 31     | 6      | 1      | 98     | 24     | +74 |
| Coppa del Re             | -     | 2       | 1       | 0       | 1       | 6       | 2       | 2            | 2            | 0            | 0            | 3            | 0            | 4      | 3      | 0      | 1      | 9      | 2      | +7  |
| Champions League         | -     | 6       | 5       | 0       | 1       | 14      | 3       | 6            | 1            | 4            | 1            | 6            | 7            | 12     | 6      | 4      | 2      | 20     | 10     | +10 |
| Supercoppa di Spagna     | -     | 1       | 1       | 0       | 0       | 3       | 0       | 1            | 1            | 0            | 0            | 2            | 1            | 2      | 2      | 0      | 0      | 5      | 1      | +4  |
| Supercoppa europea       | -     | 1       | 1       | 0       | 0       | 1       | 0       | -            | -            | -            | -            | -            | -            | 1      | 1      | 0      | 0      | 1      | 0      | +1  |
| Coppa del Mondo per club | -     | -       | -       | -       | -       | -       | -       | 2            | 2            | 0            | 0            | 5            | 2            | 2      | 2      | 0      | 0      | 5      | 2      | +3  |
| Totale                   | -     | 29      | 26      | 1       | 2       | 81      | 16      | 30           | 19           | 9            | 2            | 57           | 23           | 59     | 45     | 10     | 4      | 138    | 39     | +99 |

### Statistiche dei giocatori
| Giocatore      | Liga     | Liga | Liga        | Liga       | Coppa del Re | Coppa del Re | Coppa del Re | Coppa del Re | Champions League | Champions League | Champions League | Champions League | Altro    | Altro | Altro       | Altro      | Totale   | Totale | Totale      | Totale     |
| Giocatore      | Presenze | Reti | Ammonizioni | Espulsioni | Presenze     | Reti         | Ammonizioni  | Espulsioni   | Presenze         | Reti             | Ammonizioni      | Espulsioni       | Presenze | Reti  | Ammonizioni | Espulsioni | Presenze | Reti   | Ammonizioni | Espulsioni |
| -------------- | -------- | ---- | ----------- | ---------- | ------------ | ------------ | ------------ | ------------ | ---------------- | ---------------- | ---------------- | ---------------- | -------- | ----- | ----------- | ---------- | -------- | ------ | ----------- | ---------- |
| É. Abidal      | 17       | 0    | 2           | 0          | 2            | 0            | 0            | 0            | 8                | 0                | 0                | 0                | 4        | 0     | 0           | 0          | 31       | 0      | 2           | 0          |
| D. Alves       | 29       | 3    | 9           | 1          | 3            | 0            | 0            | 0            | 11               | 0                | 2                | 0                | 5        | 0     | 1           | 0          | 48       | 3      | 12          | 1          |
| G. Assulin     | 0        | 0    | 0           | 0          | 1            | 0            | 0            | 0            | 0                | 0                | 0                | 0                | 0        | 0     | 0           | 0          | 1        | 0      | 0           | 0          |
| M. Bartra      | 1        | 0    | 0           | 0          | 0            | 0            | 0            | 0            | 0                | 0                | 0                | 0                | 0        | 0     | 0           | 0          | 1        | 0      | 0           | 0          |
| Bojan          | 23       | 8    | 2           | 0          | 4            | 2            | 1            | 0            | 5                | 1                | 0                | 0                | 4        | 1     | 0           | 0          | 36       | 12     | 3           | 0          |
| S. Busquets    | 33       | 0    | 9           | 1          | 4            | 0            | 0            | 0            | 10               | 0                | 1                | 0                | 5        | 1     | 0           | 0          | 52       | 1      | 10          | 1          |
| D. Chygrynskiy | 12       | 0    | 2           | 0          | 2            | 0            | 1            | 0            | 0                | 0                | 0                | 0                | 0        | 0     | 0           | 0          | 14       | 0      | 3           | 0          |
| J. dos Santos  | 3        | 0    | 0           | 0          | 2            | 0            | 0            | 0            | 1                | 0                | 0                | 0                | 0        | 0     | 0           | 0          | 6        | 0      | 0           | 0          |
| A. Fontàs      | 1        | 0    | 0           | 0          | 1            | 0            | 0            | 0            | 0                | 0                | 0                | 0                | 0        | 0     | 0           | 0          | 2        | 0      | 0           | 0          |
| T. Henry       | 21       | 4    | 1           | 0          | 1            | 0            | 1            | 0            | 6                | 0                | 1                | 0                | 4        | 0     | 0           | 0          | 32       | 4      | 3           | 0          |
| Z. Ibrahimović | 29       | 16   | 6           | 1          | 2            | 1            | 0            | 0            | 10               | 4                | 1                | 0                | 4        | 0     | 1           | 0          | 45       | 21     | 8           | 1          |
| A. Iniesta     | 29       | 1    | 2           | 0          | 3            | 0            | 0            | 0            | 9                | 0                | 1                | 0                | 1        | 0     | 0           | 0          | 42       | 1      | 3           | 0          |
| Jeffrén        | 12       | 2    | 1           | 0          | 2            | 0            | 1            | 0            | 2                | 0                | 0                | 0                | 2        | 0     | 0           | 0          | 18       | 2      | 2           | 0          |
| S. Keita       | 29       | 6    | 8           | 0          | 1            | 0            | 0            | 0            | 10               | 0                | 1                | 0                | 4        | 0     | 0           | 0          | 44       | 6      | 9           | 0          |
| R. Márquez     | 15       | 1    | 2           | 1          | 3            | 0            | 1            | 0            | 4                | 0                | 1                | 0                | 1        | 0     | 0           | 0          | 23       | 1      | 4           | 1          |
| Maxwell        | 25       | 0    | 5           | 0          | 3            | 0            | 1            | 0            | 7                | 0                | 0                | 0                | 1        | 0     | 0           | 0          | 36       | 0      | 6           | 0          |
| L. Messi       | 35       | 34   | 3           | 0          | 3            | 1            | 1            | 0            | 11               | 8                | 0                | 0                | 4        | 4     | 2           | 0          | 53       | 47     | 6           | 0          |
| G. Milito      | 11       | 0    | 2           | 0          | 1            | 0            | 1            | 0            | 5                | 0                | 0                | 0                | 0        | 0     | 0           | 0          | 17       | 0      | 3           | 0          |
| Pedro          | 34       | 12   | 2           | 0          | 4            | 3            | 0            | 0            | 9                | 4                | 2                | 0                | 5        | 4     | 1           | 0          | 52       | 23     | 5           | 0          |
| J. Pinto       | 0        | 0    | 0           | 0          | 4            | -2           | 0            | 0            | 0                | 0                | 0                | 0                | 0        | 0     | 0           | 0          | 4        | -2     | 0           | 0          |
| G. Piqué       | 32       | 2    | 6           | 1          | 1            | 0            | 1            | 0            | 11               | 2                | 4                | 0                | 5        | 0     | 2           | 0          | 49       | 4      | 13          | 1          |
| C. Puyol       | 32       | 1    | 7           | 0          | 2            | 0            | 0            | 0            | 9                | 0                | 3                | 1                | 5        | 0     | 1           | 0          | 48       | 1      | 11          | 1          |
| J. Soriano     | 0        | 0    | 0           | 0          | 1            | 0            | 0            | 0            | 0                | 0                | 0                | 0                | 0        | 0     | 0           | 0          | 1        | 0      | 0           | 0          |
| Thiago         | 1        | 1    | 0           | 0          | 1            | 0            | 1            | 0            | 0                | 0                | 0                | 0                | 0        | 0     | 0           | 0          | 2        | 1      | 1           | 0          |
| Y. Touré       | 23       | 1    | 4           | 0          | 1            | 0            | 0            | 0            | 8                | 0                | 1                | 0                | 5        | 0     | 1           | 0          | 37       | 1      | 6           | 0          |
| V. Valdés      | 38       | -24  | 1           | 0          | 0            | 0            | 0            | 0            | 12               | -10              | 0                | 0                | 5        | -3    | 1           | 0          | 55       | -37    | 2           | 0          |
| Xavi           | 34       | 3    | 4           | 0          | 3            | 2            | 0            | 0            | 11               | 1                | 1                | 0                | 5        | 1     | 1           | 0          | 53       | 7      | 6           | 0          |